# Aurélio Miguel
Aurélio Fernández Miguel (* 10. März 1964 in São Paulo) ist ein ehemaliger brasilianischer Judoka. 1988 war er der erste brasilianische Olympiasieger im Judo.

## Sportliche Karriere
Der 1,80 m große Aurélio Miguel trat während seiner gesamten Karriere im Halbschwergewicht an, gelegentlich startete er zusätzlich in der offenen Klasse. Er gewann 1982 erstmals den Titel bei den Panamerikanischen Meisterschaften. 1983 war er Juniorenweltmeister. Im gleichen Jahr erreichte er das Finale der Panamerikanischen Spiele, wo er gegen den Kubaner Isaac Azcuy verlor. 1984 wurde Miguel Studentenweltmeister im Halbschwergewicht und Dritter in der offenen Klasse. Im Jahr darauf gewann er Silber im Halbschwergewicht und Bronze in der offenen Klasse bei der Universiade in Kobe.
1987 gewann Miguel den Titel bei den Panamerikanischen Spielen durch einen Finalsieg über den Kanadier Joe Meli. Bei den Judo-Weltmeisterschaften 1987 unterlag er im Achtelfinale dem späteren Weltmeister Hitoshi Sugai aus Japan. Nach zwei Siegen in der Hoffnungsrunde besiegte Miguel im Kampf um Bronze den Deutschen Marc Meiling. Im Januar 1988 gewann er den Titel bei den Panamerikanischen Meisterschaften. Bei den Olympischen Spielen 1988 in Seoul besiegte er auf dem Weg ins Finale zwei seiner Gegner durch Schiedsrichterentscheid (yusei-Gachi) und zwei durch Bestrafung des Gegners (chui). Im Finale traf er auf Marc Meiling und gewann erneut durch eine Verwarnung des Gegners.
1992 gewann Miguel nach vier Jahren wieder den Titel bei den Panamerikanischen Meisterschaften. Bei den Olympischen Spielen 1992 in Barcelona unterlag er im Viertelfinale dem späteren Olympiasieger Antal Kovács aus Ungarn, in der Hoffnungsrunde verlor er gegen den für das Vereinte Team startenden Dmitri Sergejew und belegte letztlich den neunten Rang. Im Jahr darauf bei den Weltmeisterschaften in Hamilton besiegte Miguel den zu diesem Zeitpunkt für Russland antretenden Sergejew im Halbfinale, im Finale unterlag er dem Ungarn Antal Kovács.
Im Juli 1996 traf Miguel bei den Olympischen Spielen in Atlanta im Halbfinale auf den späteren Olympiasieger Paweł Nastula aus Polen und verlor durch eine Verwarnung wegen Passivität, im Kampf um Bronze besiegte er den Niederländer Ben Sonnemans vorzeitig durch Ippon. Im gleichen Jahr gewann Miguel den Titel bei den Panamerikanischen Meisterschaften. Im August 1997 siegte er binnen einer Woche bei den Südamerikameisterschaften und bei den Panamerikanischen Meisterschaften. Sechs Wochen später unterlag er im Finale der Weltmeisterschaften in Paris dem Polen Paweł Nastula. In der offenen Klasse unterlag er dem Polen Rafał Kubacki und dem Niederländer Dennis van der Geest und belegte den siebten Platz.
1999 endete die internationale Karriere von Aurélio Miguel, er wurde später in die Hall of Fame der Internationalen Judo-Föderation aufgenommen.

## Politische Karriere
Bereits 2002 hatte sich Miguel, inzwischen auch als Unternehmer tätig, um das Amt als Bundesabgeordneter seines Heimatstaates beworben, war jedoch erfolglos. Er wechselte von der PPS zum Partido Liberal (PL), einer evangelikalisch beeinflussten Partei, und wurde 2004 mit 38.419 Stimmen erfolgreich als Stadtrat (vereador) von São Paulo gewählt. Bereits hier war er der Offenlegungspflicht zur Angabe von Vermögenswerten nicht vollständig nachgekommen, was später ein juristisches Nachspiel hatte. Für eine zweite Amtsdauer wurde er 2008 mit 50.804 Stimmen, diesmal für die Nachfolgepartei der PL, der Partido da República (PR), eine Mitte-rechts eingeordnete Partei, wiedergewählt. 2012 war er zum dritten Mal mit 32.520 Stimmen erfolgreich.
Im Juni 2012 wurde Anklage gegen ihn wegen Bestechlichkeit erhoben, dabei ging es um Genehmigungen zum Betrieb von Einkaufszentren. Am 5. Februar 2013 wurde er verurteilt, wobei auch sein Stadtratssitz kassiert und sein Vermögen eingefroren werden sollten.